# Collomia heterophylla
Collomia heterophylla là một loài thực vật có hoa trong họ Polemoniaceae. Loài này được Hook. mô tả khoa học đầu tiên năm 1829.

## Hình ảnh

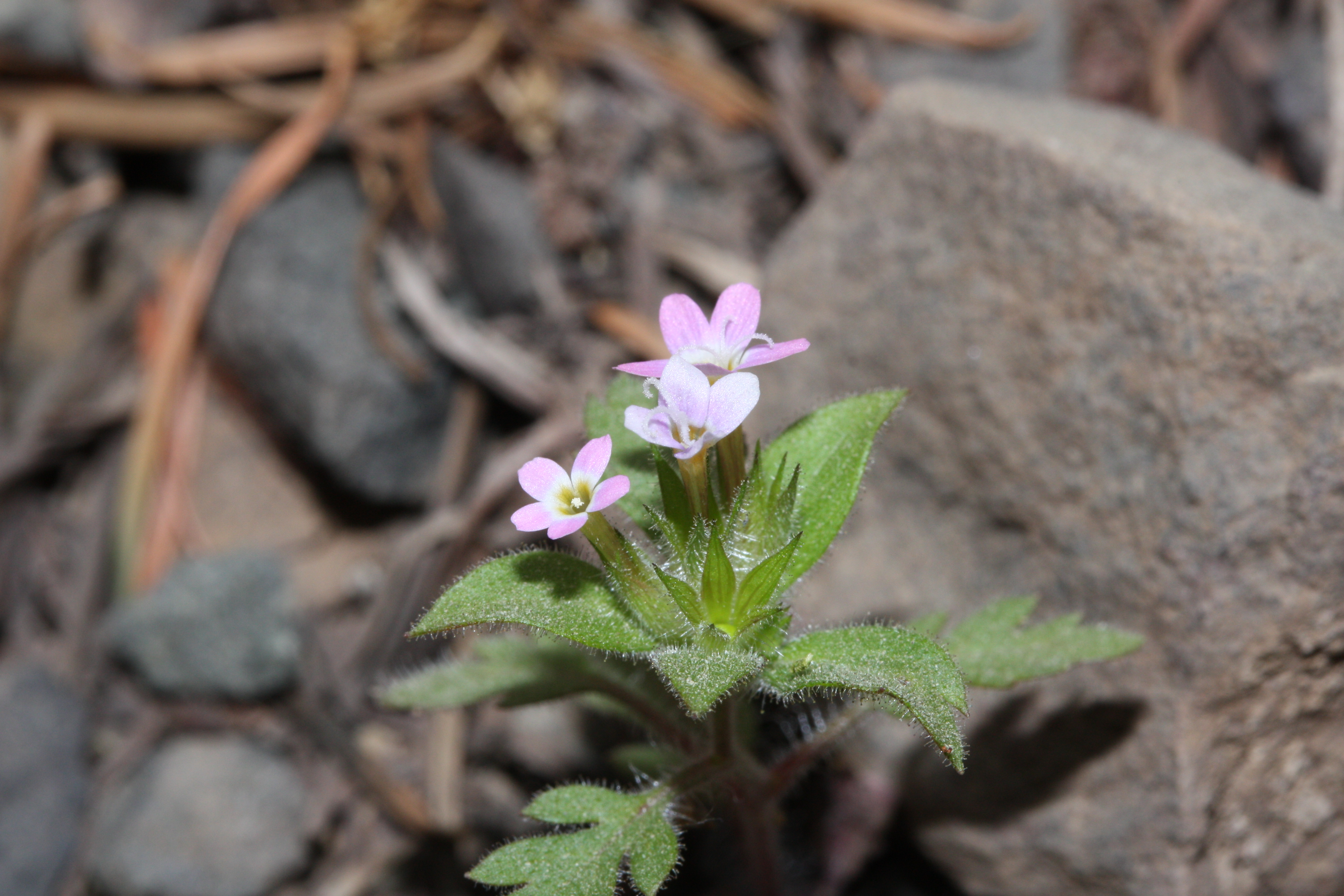
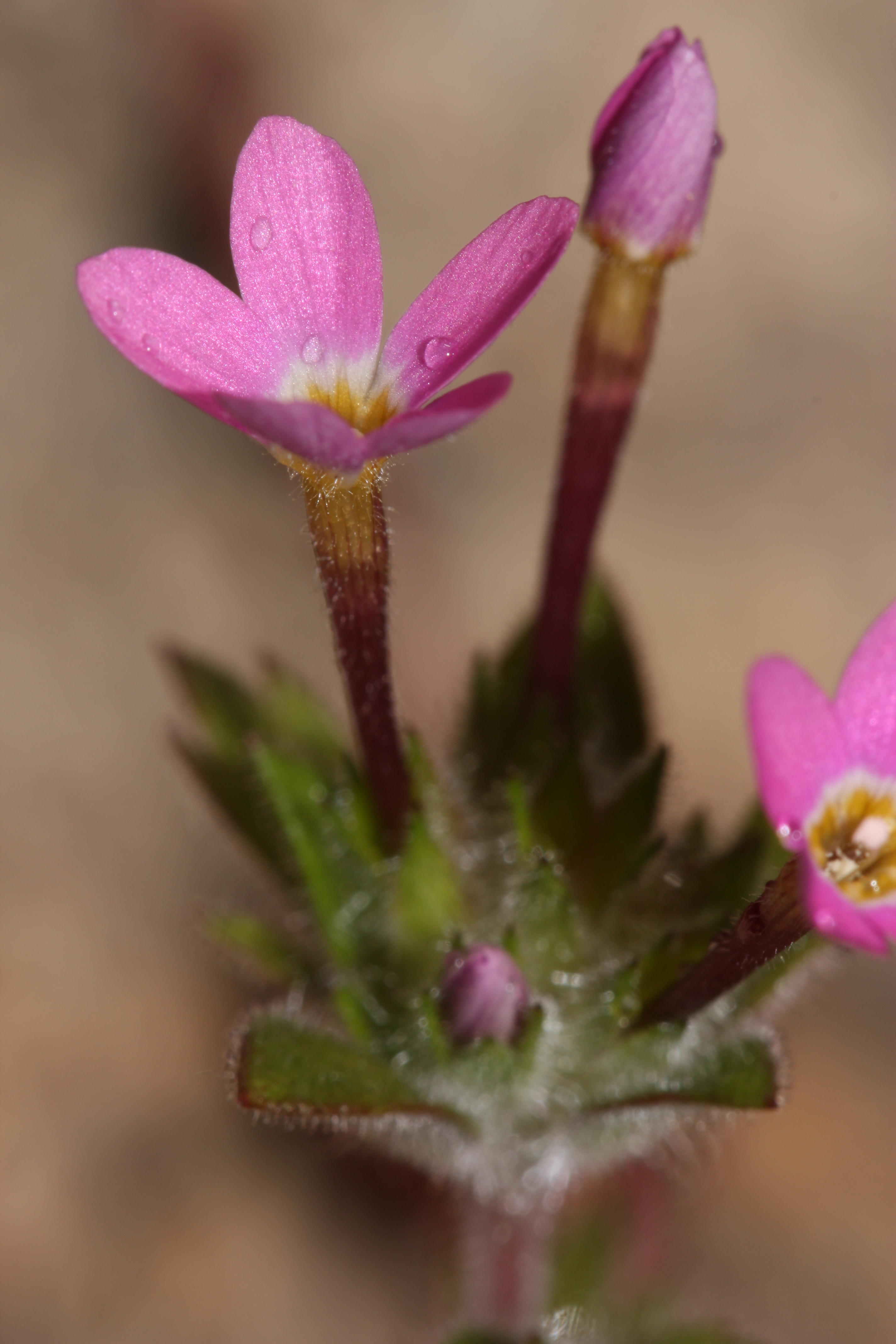
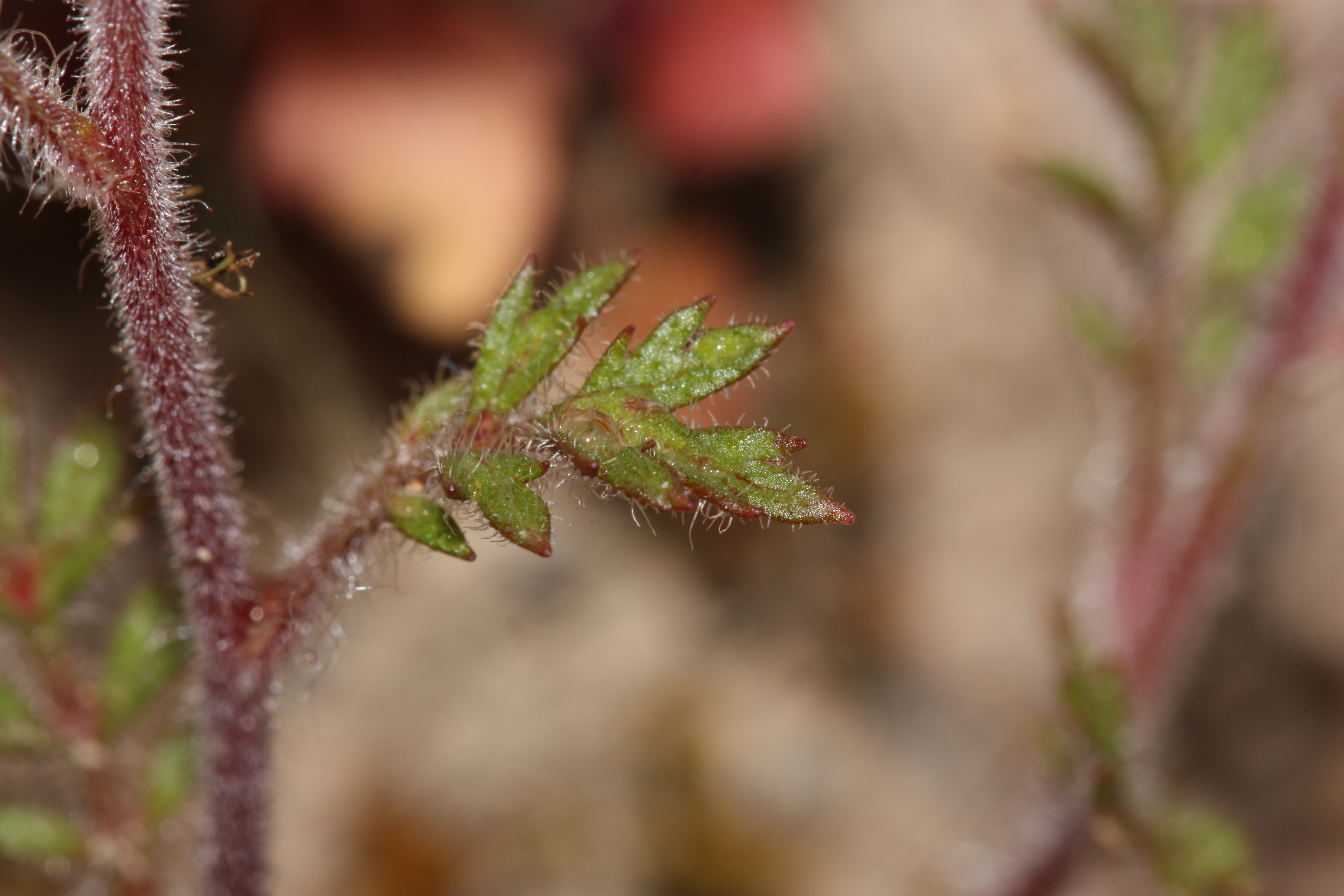
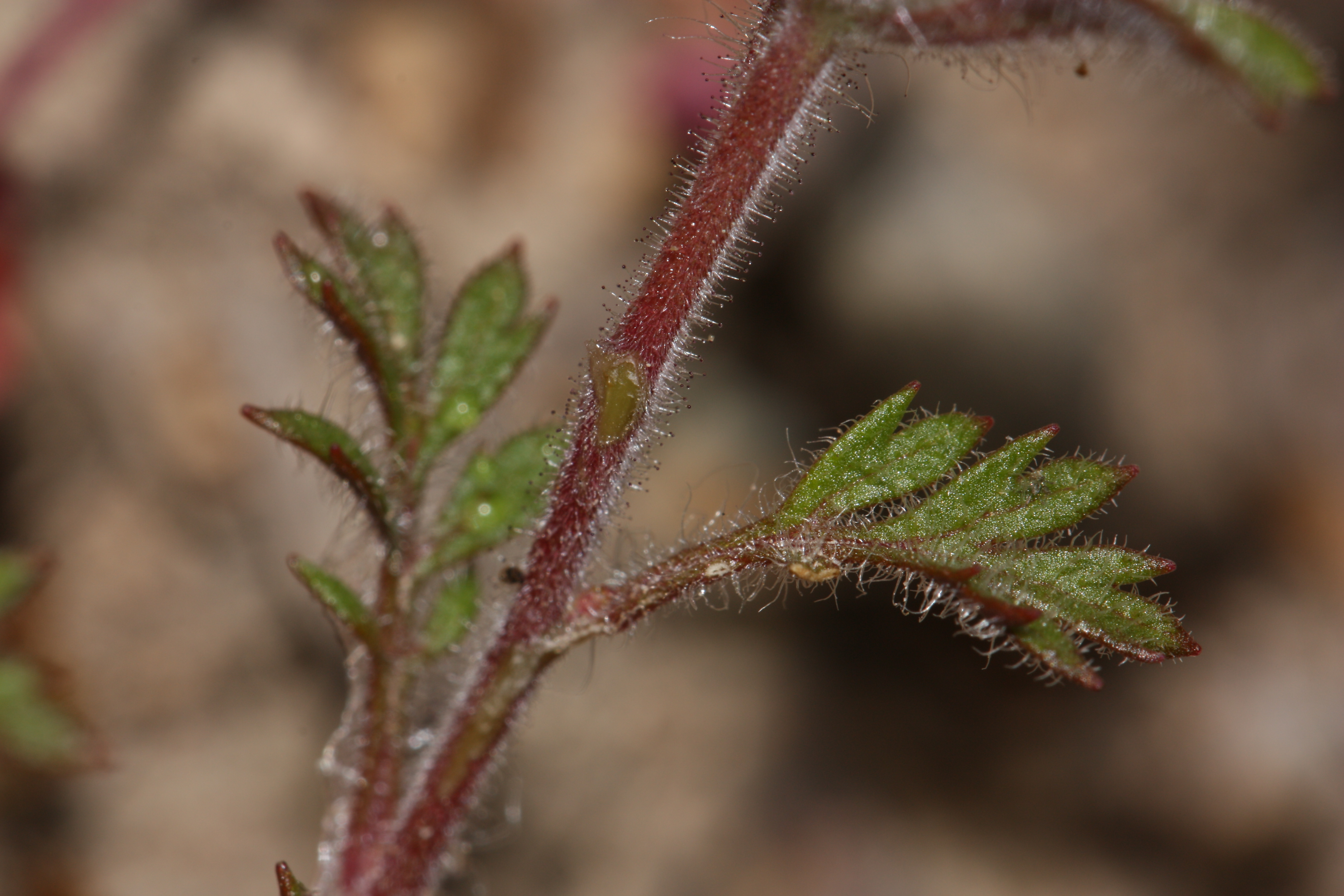